# Dänische Badmintonmeisterschaft 1999
Die Dänische Badmintonmeisterschaft 1999 fand in Roskilde statt. Es war die 69. Austragung der nationalen Titelkämpfe im Badminton in Dänemark.

## Titelträger
| Disziplin    | Sieger                                                               |
| ------------ | -------------------------------------------------------------------- |
| Herreneinzel | Peter Rasmussen, Hillerød                                            |
| Dameneinzel  | Camilla Martin, Gentofte BK                                          |
| Herrendoppel | Jens Eriksen Jesper Larsen, Hvidovre BC                              |
| Damendoppel  | Mette Schjoldager, Hvidovre BC Ann-Lou Jørgensen, Kastrup-Magleby BK |
| Mixed        | Michael Søgaard Rikke Olsen, Kastrup-Magleby BK                      |